# Гаральд Фулендорф
Гаральд Фулендорф (нім. Harald Fuhlendorf; 11 травня 1919, Гамбург — ?) — німецький офіцер-підводник, оберлейтенант-цур-зее резерву крігсмаріне.

## Біографія
9 листопада 1939 року вступив на флот. З 30 серпня 1943 по 27 лютого 1944 року пройшов курс підводника, з 28 лютого по 15 червня — курс командира підводного човна. У вересні 1944 року призначений на будівництво підводного човна U-2343. З 6 листопада 1944 по 30 квітня 1945 року — командир U-2343. 8 травня 1945 року взятий в полон британськими військами.

## Звання
- Рекрут (9 листопада 1939)
- Матрос-єфрейтор резерву (1 січня 1940)
- Штурман резерву (1 серпня 1940)
- Оберштурман резерву (1 квітня 1941)
- Лейтенант-цур-зее резерву (1 жовтня 1942)
- Оберлейтенант-цур-зее резерву (1 червня 1944)